# 22. století
22. století je století, které podle gregoriánského kalendáře bude trvat od roku 2101 do roku 2200.

## Ve fikci
V 22. století se odehrává děj více, převážně vědecko-fantastických literárních a filmových děl, jakož i videoher. Příkladem je povídka Isaaca Asimova „Takový krásný den“ (v roce 2117) publikovaná ve sbírce Star Science Fiction Stories No.3 (1955).

## Očekávané události
2134 - návrat Halleyovy komety